# アイドル新鋭隊/モア!ジャンプ!モア!
『アイドル新鋭隊/モア!ジャンプ!モア!』（アイドルしんえいたい/モア!ジャンプ!モア!）は、2021年6月23日にリリースされたスマホゲーム『プロジェクトセカイ カラフルステージ! feat. 初音ミク』内ユニット「MORE MORE JUMP!」の1stシングル。

## 概要
2021年6月23日にシングルCDがブシロードミュージックより発売され、また同日に配信シングルがKarenTより配信された。同ユニットに書き下ろされたMitchie Mの楽曲『アイドル新鋭隊』と、ナユタン星人の楽曲『モア!ジャンプ!モア!』を収録している。

## 収録内容
1. アイドル新鋭隊 [3:51]
歌：MORE MORE JUMP![メンバー 1] × 初音ミク
作詞・作曲・編曲：Mitchie M
2. モア!ジャンプ!モア! [3:04]
歌：MORE MORE JUMP!MORE MORE JUMP![メンバー 1] × 初音ミク
作詞・作曲・編曲：ナユタン星人
3. アイドル新鋭隊（instrumental）
4. モア!ジャンプ!モア!（instrumental）

## 収録曲

### アイドル新鋭隊
「アイドル新鋭隊」は、Mitchie Mのオリジナル楽曲で、ゲーム『プロジェクトセカイ カラフルステージ! feat. 初音ミク』内のユニット「MORE MORE JUMP!」に書き下ろされた。
ゲーム内
同ゲームのサービス開始前の2020年9月9日に先行公開した。サービス開始後、MORE MORE JUMP!と初音ミクが歌うセカイver.と、初音ミク、鏡音リン、巡音ルカ、MEIKOが歌うバーチャルシンガーver.の2つの音源でプレイが可能。
楽曲・ミュージックビデオ
ミュージックビデオが、Mitchie Mのチャンネルでニコニコ動画とYouTubeでともに2020年9月9日から公開されている。
収録・リリース
※本CD以外
配信シングル
- Mitchie M『アイドル新鋭隊 / feat. 初音ミク・鏡音リン・巡音ルカ・MEIKO』（2020年10月8日発売）

アルバム
- 『プロジェクトセカイ カラフルステージ！ feat. 初音ミクシチュエーションアクリルフィギュア-バーチャル・シンガー ボーカルアルバム付き-』（CD[8]：2024年7月17日発売、セガ（4580779540502）、配信：2025年3月31日発売、KarenT（KRHS-60758））

### モア!ジャンプ!モア!
「モア!ジャンプ!モア!」は、ナユタン星人のオリジナル楽曲で、ゲーム『プロジェクトセカイ カラフルステージ! feat. 初音ミク』内のユニット「MORE MORE JUMP!」に書き下ろされた。
ゲーム内
2020年11月19日、イベント「ここからRE:START！」の開催とともに同ゲームのリズムゲーム楽曲として追加。MORE MORE JUMP!と初音ミクが歌うセカイver.でプレイが可能となった。
楽曲・ミュージックビデオ
MORE MORE JUMP!と初音ミクが歌うセカイver.のミュージックビデオがプロジェクトセカイの公式YouTubeチャンネルで、2020年11月19日に、フルサイズのMVが2021年6月21日に、ニコニコ動画では2022年8月24日に公開されている。
初音ミクが歌うバーチャルシンガーver.が、ナユタン星人のチャンネルでニコニコ動画とYouTubeでともに2023年7月31日から公開されている。
収録・リリース
※本CD以外
配信シングル
- ナユタン星人『モア！ジャンプ！モア！ / feat. 初音ミク』（2023年8月2日発売）

アルバム
- 『セカイシンフォニー Sekai Symphony 2021 Live CD』（2022年3月30日発売、東京フィルハーモニー交響楽団・セカイシンフォニースペシャルバンド、ワーナーミュージック・ジャパン（WPCL-13354/5））[15]
- ナユタン星人 5thアルバム『ナユタン星からの物体V』（2025年7月16日発売予定、NYT-05）[16]

### ユニットメンバー
1. 1 2  花里みのり（小倉唯）、桐谷遥（吉岡茉祐）、桃井愛莉（降幡愛）、日野森雫（本泉莉奈）